# В защиту Квинкция
В защи́ту Пу́блия Кви́нкция (лат. Pro Quinctio) — первая сохранившаяся речь оратора Цицерона, произнесённая им в 81 году до н. э. в защиту интересов Публия Квинкция. Речь в защиту интересов истца Секста Невия произнёс известный оратор Гортензий. Дело рассматривалось судьёй Гаем Аквилием Галлом, это было не первое заседание. В рукописях речи после § 85 присутствует лакуна.
По словам Т. А. Бобровниковой, Цицерон «это длинное, нудное, однообразное дело … сумел превратить в увлекательный рассказ, нарисовал яркие портреты и несчастного банкрота, и его пронырливого компаньона».

## Обстоятельства дела
Гай Квинкций, брат ответчика, вступил в товарищество с истцом Невием (§ 11), и спустя некоторое время, в 83 году, умер (§ 14), ему наследовал Публий Квинкций, который пообещал Невию уплатить долги товарищества (§ 19). Цицерон в речи намекал, что на деле Невий подстроил эту ситуацию, желая извлечь из неё максимальную выгоду. За Квинкция поручился Альфен, который обещал, что тот явится в суд (§ 67), но вскоре Альфен погиб (§ 70).
Спустя почти два года (§ 40) Невий потребовал уплаты от Квинкция. Однажды Квинкций на некоторое время уехал из Рима. Воспользовавшись этим, Невий обратился к претору и вскоре была зафиксирована неявка ответчика (§ 24–25).
Оратор Марк Юний, который ранее вёл дело, был в отъезде (§ 2). Зять Квинкция, актёр Росций, уговорил (хотя и не сразу) своего молодого друга Цицерона взяться за это дело (§ 77–78).

## Речь
Цицерон подчёркивает, что его задача осложняется тем, что интересы Невия поддерживают влиятельные личности, включая Луция Филиппа (§ 7–8, 72), судьи хорошо с ним знакомы (§ 69), а сам Цицерон, хотя это не первое его выступление в суде (§ 4), всё же молод, неопытен и боится сбиться (§ 77). Квинкцию грозило разорение и бесчестье (лат. infamia) как неоплатному должнику, возможные последствия чего Цицерон ярко описывает (§ 49–50).
Цицерон последовательно обосновывает, что у Невия не было оснований требовать передачи ему во владение имущества Квинкция (§ 37–47); что имущество Квинкция не могло быть передано во владение другому лицу в силу преторского эдикта (§ 60–73); и что Невий этим имуществом и не владел.
Он считает доказательством своей правоты те факты, что Невий длительное время не сообщал о наличии долга (§ 38), не предъявил иск из товарищества (actio pro socio) (§ 43–44), а продолжал участвовать в товариществе, например, купив с аукциона имение Альфена и назвав участником покупки Квинкция (§ 76). Толкуя применимость преторского эдикта, он утверждает, что ранее интересы Квинкция защищали заочно (§ 62, 65).
Цицерон доказывает, что Квинкций и Невий не могли  5 февраля, как утверждал Невий, условиться о явке в суд (§ 56), так как 29 января Квинкций уехал в Галлию, что подтверждают свидетели (§ 57). Особенно Цицерон подчёркивает факт, что Невий предъявил в суд требование о наложении запрещения 20 февраля (§ 79), а уже 23 февраля его люди выгнали Квинкция из галльского поместья, при этом преодолеть 700 миль за два дня невозможно, а значит, Невий направил своих людей в поместье ещё до предъявления требования в суд, что является грубым нарушением процедуры.
Согласно Цицерону, он владел только частью имущества, а именно одним из его поместий (§ 85), а рабов Квинкция из поместья изгнал, не вступив во владение ими (§ 90).
Исход дела неизвестен. Одна из сохранившихся рукописей речи — палимпсест V века.
Русские переводы:
- Речь М. Туллия Цицерона за П. Квинция. / Пер. А. Клеванова. М., 1876. 37 с.
- Цицерон. Полное собрание речей в русском переводе. / Пер. В. А. Алексеева и Ф. Ф. Зелинского, под ред. Ф. Ф. Зелинского. Т. 1. (81–63 гг. до Р. Х.). СПб., 1901. С. 6–31.